# Daniel García Córdova
Daniel García Córdova (* 28. Oktober 1971 in Mexiko-Stadt) ist ein ehemaliger mexikanischer Geher.
Erstmals trat er bei den Olympischen Spielen 1992 an und wurde im 20-km-Gehen Siebter. Bei den Weltmeisterschaften 1993 in Stuttgart und 1995 in Göteborg lag er jeweils auf einem Medaillenrang, als er von den Gehrichtern disqualifiziert wurde. Die Olympischen Spiele 1996 in Atlanta beendete er auf der 20-km-Strecke als Neunzehnter. In Atlanta konnte er aber sein international bestes Ergebnis im 50-km-Gehen erreichen, als er in persönlicher Bestzeit von 3:50:05 h Neunter wurde.
Seinen größten Erfolg errang er bei den Weltmeisterschaften 1997 in Athen. Erstmals kam er bei Weltmeisterschaften ins Ziel und gewann gleich den Titel in 1:21:43 h mit 10 Sekunden Vorsprung auf den Russen Michail Schtschennikow. Zwei Jahre später bei den Weltmeisterschaften in Sevilla gewann er in 1:24:31 h Bronze. Bei den Olympischen Spielen 2000 wurde er noch einmal Zwölfter.
Neben seinen Platzierungen bei Olympischen Spielen und Weltmeisterschaften gewann Daniel García weitere Medaillen über 20 km. Er siegte bei der Universiade 1995 und wurde 1993 Zweiter. Ebenfalls Zweiter wurde er den Panamerikanischen Spielen 1995 in Mar del Plata und 1999 in Winnipeg
Daniel García ist 1,64 m groß und wog zu Wettkampfzeiten 55 kg.

## Bestzeiten
- 20 km: 1:18:27 h, 19. April 1997, Poděbrady
- 50 km: 3:50:05 h, 2. August 1996, Atlanta